# Solicitare radială

Components of cylinder or circumferential stress.

În mecanică, o solicitare în cilindru este o distribuire a  tensiunii mecanice cu respectarea simetriei de rotație; adică ea rămâne neschimbată în cazul în care obiectul cilindric supus solicitării este rotit în jurul unor axe fixe.
Modelele de solicitări în cilindru cuprind:
- solicitare circumferențială sau solicitare inelară, un efort normal în direcție tangențială;
- solicitare axială, un efort normal paralel cu axa de simetrie a cilindrului;
- solicitare radială, un efort perpendicular pe axa de simetrie.

Exemplul clasic  de tensiune circumferențială (inelară) este tensiunea aplicată benzilor de fier, sau cercurilor de la un butoi de lemn.

## Definiții

### Solicitare circumferențială
Solicitarea circumferențială este o forță exercitată circumferențial (perpendiculară atât pe axă cât și pe raza obiectului) în ambele sensuri pe fiecare particulă din peretele cilindrului. Ea poate fi descrisă ca:
{\displaystyle \sigma _{\theta }={\dfrac {F}{tl}}\ }
Unde:
- F  este forța circumferențială exercitată pe o suprafață a peretelui cilindrului care are următoarele două lungimi ca laturi:
- t  este grosimea radială a peretelui cilindrului
- l  este lungimea axială a cilindrului